# テレビ朝日火曜9時枠の連続ドラマ
テレビ朝日火曜9時枠の連続ドラマ（テレビあさひかよう9じわくのれんぞくドラマ）は、1959年10月から1960年4月（第1期）、1962年10月から1963年3月（第2期）、1963年10月から1983年4月（第3期）、 1985年4月から1987年2月（第4期）、および2022年10月（第5期）からテレビ朝日系列で、いずれも毎週火曜21時台（JST）に放送されているテレビドラマ枠。
なお、1991年10月から1993年3月にかけて放送されたテレビ朝日系の火曜夜9時のテレビドラマ枠については『朝日放送制作火曜9時枠の連続ドラマ』を参照。

## 概要

### 1987年まで（〜第4期）
初期はジャンルは決まっていなかったが、第3期では時代劇や海外作品を、第4期では現代劇を中心に放送していた。
第4期終了後の1987年4月より、当枠は朝日放送制作のバラエティ番組となるも、1988年4月からは20時からの単発特番枠となった。その後1991年10月からは朝日放送制作のドラマ枠となったが1993年3月に終了、以降は長年バラエティ番組枠となっていた。なお、制作局は『ロンドンハーツ』放送時（2001年10月から2016年3月）を除き朝日放送制作であった。

### 2022年以降（第5期）
2022年10月より『木曜ミステリー』を事実上大幅リニューアル・枠移動させる形で第5期が開始され、第4期終了から35年ぶりの復活となる。ジャンルはミステリー、コメディ、ラブストーリーなどの幅広い作品がラインナップされる。また、テレビ朝日系列でプライムタイムに連続ドラマ枠が新設されるのは、同時刻の朝日放送・テレビ朝日金曜9時枠の連続ドラマ以来11年ぶりとなる。
民放局ではフジテレビ系列・関西テレビ制作の『火9』以来1年ぶりに火曜9時にドラマ枠が復活することになった。
なお第5期では、直後の『報道ステーション』とはステブレレス接続に変更、これで水曜日の刑事ドラマ路線（『相棒』など）や木曜日の『木曜ドラマ』共々、『報ステ』との接続がステブレレスとなったほか、視覚障碍者向け解説放送を実施している。
2024年10月からは、裏番組でフジテレビ火曜9時枠の連続ドラマが復活、ドラマ枠同士が直接対決することになる。「本枠とフジテレビ火曜9時ドラマ枠同士が直接対決」は、本枠で『大忠臣蔵』（三船敏郎主演版）、フジで『いじわるばあさん』（第2作。藤村有弘主演版）を放送していた1971年10月 - 12月以来53年振りで、「双方とも1時間枠」（『いじわるばあさん』は21:00 - 21:30）・「腸捻転解消後」・「『テレビ朝日』改名後」では史上初となる。

## 1987年までの作品
▲は海外作品。

### 第1期（1959年10月 - 1960年4月）
- 笑えば天国※放送枠は21:00 - 21:15[2]。
- ぼけなすトリオ※同上[2]

### 第2期（1962年10月 - 1963年3月）
- 新納鶴千代※ここから21:00 - 21:30[2]。
- 殺陣師段平（再）[2]
- がんばれ!!大作※火曜19:00より移動[2]。

### 第3期（1963年10月 - 1983年4月）
- 女系家族※ここから（一部を除き）毎日放送制作[2]
- しあわせ・はんと[2]
- 第三の男（再）▲※NET制作。金曜22:00より移動[2]。
- 森繁ハリウッド物語▲[2]
- ペイトンプレイス物語（NET版）▲※火曜22:30へ移動[2]
- 佐々木小次郎（東千代之介）※日曜22:30より移動、後に木曜21:00に移動[2]。
- ベルフェゴールは誰だ!▲[2]
- シェナンドー▲[2]
- かわいい魔女ジニー（第1シリーズ）▲※月曜20:30に移動[2]。
- 鳴門秘帖（高橋悦史）　※ここから21:00 - 21:56。毎日放送制作
- 富士に立つ影　毎日放送制作
- おせん捕物帳※ここからNETテレビ（現：テレビ朝日）制作だが、関西地区では別番組を編成（毎日放送が東京12チャンネルとのクロスネットとなったため。毎日放送・サンテレビ・近畿放送のいずれかが遅れ放送したかは不明）
- 特攻ギャリソン・ゴリラ▲※日曜20時枠より移動
- さむらい
- 絢爛たる復讐
- 犬と麻ちゃん
- 鬼平犯科帳 (八代目松本幸四郎)
- 大忠臣蔵
- 荒野の素浪人（第1シリーズ）※継続中の1972年10月に、終了時刻が21:55に変更（1分縮小）。
- 荒野の用心棒
- 荒野の素浪人（第2シリーズ）
- 破れ傘刀舟悪人狩り ※ここまで、NETテレビ制作。継続中の1975年4月に、腸捻転解消で毎日放送から朝日放送へネット変更。更に同年10月より、終了時刻が21:54に変更（1分縮小）。
- 破れ奉行 ※ここから、テレビ朝日制作。
- 江戸の鷹 御用部屋犯科帖
- 破れ新九郎
- 半七捕物帳
- 江戸の牙
- 鬼平犯科帳 (萬屋錦之介)（第1シリーズ）
- 柳生あばれ旅
- 鬼平犯科帳 (萬屋錦之介)（第2シリーズ）
- 文吾捕物帳
- 鬼平犯科帳 (萬屋錦之介)（第3シリーズ）
- 柳生十兵衛あばれ旅

### 第4期（1985年4月 - 1987年2月）
- ただいま絶好調!
- 遠山の金さんII 　※木曜20時枠より移動・改題
- 京都かるがも病院

## 2022年以降の作品

### 第5期（2022年10月 - ）
| 期間                      | 作品名                           | 主演                   | 原作                                               | 主題歌                                                                                    | 備考                                                                                             | キャッチコピー                                                      | 平均視聴率 | 最高視聴率 |
| ------------------------- | -------------------------------- | ---------------------- | -------------------------------------------------- | ----------------------------------------------------------------------------------------- | ------------------------------------------------------------------------------------------------ | ------------------------------------------------------------------- | ---------- | ---------- |
| 2022年10月18日 - 12月20日 | 科捜研の女2022 （Season22）      | 沢口靖子               | -                                                  | 坂口有望 「サイレント」                                                                   | 共同制作：東映 「木曜ミステリー」枠で放送したシリーズの新シーズン Season23は「水曜21時枠」に移動 |                                                                     | 9.0%       | 11.9%      |
| 2023年1月17日 - 3月14日   | 星降る夜に                       | 吉高由里子             | -                                                  | 主題歌： 由薫「星月夜」 挿入歌： NCT ドヨン「Cry」                                        | 制作協力：MMJ                                                                                    | 「人は恋で生まれ変わる。教えてくれたのは、10歳下のあなたでした。」  | 7.0%       | 7.9%       |
| 2023年4月18日 - 6月13日   | unknown                          | 高畑充希 田中圭        | -                                                  | 主題歌： RADWIMPS「KANASHIBARI feat. ao」 挿入歌： ロザリーナ「I knew」                   | 制作協力：アズバーズ                                                                             | 「あなたは大切な人のすべてを本当に知っていますか?」                 | 6.2%       | 7.6%       |
| 2023年7月4日 - 9月12日    | シッコウ!!〜犬と私と執行官〜     | 伊藤沙莉               | 小川潤平 「執行官物語」 （原案）                   | SEKAI NO OWARI「ROBO」                                                                    | 制作協力：アズバーズ                                                                             | 「執行の世界には、喜怒哀楽がぜんぶある。」                          | 8.0%       | 9.6%       |
| 2023年10月10日 - 12月5日  | 家政夫のミタゾノ （第6シリーズ） | 松岡昌宏（TOKIO）      | -                                                  | Hey! Say! JUMP「それぞれ。」                                                              | 共同制作：MMJ 「金曜ナイトドラマ」枠で放送したシリーズの新シーズン                               | 「GOLDEN MITAZONO」                                                 | 7.3%       | 9.1%       |
| 2024年1月23日 - 3月19日   | マルス-ゼロの革命-               | 道枝駿佑（なにわ男子） | -                                                  | 主題歌： SUPER BEAVER「幸せのために生きているだけさ」 挿入歌： SUPER BEAVER「小さな革命」 | 制作協力：オフィスクレッシェンド                                                                 | 「俺と一緒に、この世界をぶっ壊そう。」                              | -          | -          |
| 2024年4月9日 - 6月4日     | Destiny                          | 石原さとみ             | -                                                  | 椎名林檎 「人間として」                                                                   | 制作協力：AOI Pro.                                                                               | 「時をへて、愛は、歪む。」                                          | 7.5%       | 8.3%       |
| 2024年7月16日 - 9月10日   | 南くんが恋人!?                   | 飯沼愛                 | 内田春菊 「南くんの恋人」「南くんは恋人」 （原案） | 主題歌： ゆず 「伏線回収」 挿入歌： ゆず 「夏色 [再録]」                                  | 制作協力：MMJ                                                                                    | 「自慢の彼は、身長15cm!」                                           | 3.8%       | 4.6%       |
| 2024年10月22日 - 12月10日 | 民王R                            | 遠藤憲一               | Inspired by 池井戸潤 「民王」                      | asmi 「こっち向いてほい」                                                                 | 制作協力：アズバーズ 「金曜ナイトドラマ」枠で放送したシリーズの新シーズン                        | 「全国民からⓇに選ばれる 本日の総理大臣」                            | 3.8%       | 7.8%       |
| 2025年1月14日 - 3月11日   | 家政夫のミタゾノ （第7シリーズ） | 松岡昌宏（TOKIO）      | -                                                  | 島茂子&光「clock」                                                                        | 制作協力：MMJ                                                                                    | 「世界最速でお掃除いたします。」                                    | -          | -          |
| 2025年4月22日 - 6月24日   | 天久鷹央の推理カルテ             | 橋本環奈               | 知念実希人『「天久鷹央」シリーズ」                 | オープニング：CROWN HEAD「Hidden」 主題歌： Da-iCE「Black and White」                     | 制作協力：東映                                                                                   | 「この病気、私が診断してやる。」                                    | 5.7%       | 6.3%       |
| 2025年7月8日 -            | 誘拐の日                         | 斎藤工                 | 「유괴의 날(誘拐の日)」 © ASTORY & KT Studiogenie  | オープニング： 東京スカパラダイスオーケストラ「The Liar」 主題歌： yama「us」             | 制作協力：アズバーズ                                                                             | 「俺が奪ったのは、運命だった。」 「さらわれた私には、秘密がある。」 |            |            |
| 2025年10月 -              | ちょっとだけエスパー             | 大泉洋                 | -                                                  |                                                                                           | 制作協力：角川大映スタジオ                                                                       |                                                                     |            |            |

## ネット局
※2022年10月以降のネット局。 
| 放送対象地域   | 放送局                       | 系列                                         | 放送時間           | ネット状況 |
| -------------- | ---------------------------- | -------------------------------------------- | ------------------ | ---------- |
| 関東広域圏     | テレビ朝日（EX）             | テレビ朝日系列                               | 火曜 21:00 - 21:54 | 制作局     |
| 北海道         | 北海道テレビ（HTB）          | テレビ朝日系列                               | 火曜 21:00 - 21:54 | 同時ネット |
| 青森県         | 青森朝日放送（ABA）          | テレビ朝日系列                               | 火曜 21:00 - 21:54 | 同時ネット |
| 岩手県         | 岩手朝日テレビ（IAT）        | テレビ朝日系列                               | 火曜 21:00 - 21:54 | 同時ネット |
| 宮城県         | 東日本放送（khb）            | テレビ朝日系列                               | 火曜 21:00 - 21:54 | 同時ネット |
| 秋田県         | 秋田朝日放送（AAB）          | テレビ朝日系列                               | 火曜 21:00 - 21:54 | 同時ネット |
| 山形県         | 山形テレビ（YTS）            | テレビ朝日系列                               | 火曜 21:00 - 21:54 | 同時ネット |
| 福島県         | 福島放送（KFB）              | テレビ朝日系列                               | 火曜 21:00 - 21:54 | 同時ネット |
| 新潟県         | 新潟テレビ21（UX）           | テレビ朝日系列                               | 火曜 21:00 - 21:54 | 同時ネット |
| 長野県         | 長野朝日放送（abn）          | テレビ朝日系列                               | 火曜 21:00 - 21:54 | 同時ネット |
| 静岡県         | 静岡朝日テレビ（SATV）       | テレビ朝日系列                               | 火曜 21:00 - 21:54 | 同時ネット |
| 石川県         | 北陸朝日放送（HAB）          | テレビ朝日系列                               | 火曜 21:00 - 21:54 | 同時ネット |
| 中京広域圏     | 名古屋テレビ（メ〜テレ/NBN） | テレビ朝日系列                               | 火曜 21:00 - 21:54 | 同時ネット |
| 近畿広域圏     | 朝日放送テレビ（ABC TV）     | テレビ朝日系列                               | 火曜 21:00 - 21:54 | 同時ネット |
| 広島県         | 広島ホームテレビ（HOME）     | テレビ朝日系列                               | 火曜 21:00 - 21:54 | 同時ネット |
| 山口県         | 山口朝日放送（yab）          | テレビ朝日系列                               | 火曜 21:00 - 21:54 | 同時ネット |
| 香川県・岡山県 | 瀬戸内海放送（KSB）          | テレビ朝日系列                               | 火曜 21:00 - 21:54 | 同時ネット |
| 愛媛県         | 愛媛朝日テレビ（eat）        | テレビ朝日系列                               | 火曜 21:00 - 21:54 | 同時ネット |
| 福岡県         | 九州朝日放送（KBC）          | テレビ朝日系列                               | 火曜 21:00 - 21:54 | 同時ネット |
| 長崎県         | 長崎文化放送（ncc）          | テレビ朝日系列                               | 火曜 21:00 - 21:54 | 同時ネット |
| 熊本県         | 熊本朝日放送（KAB）          | テレビ朝日系列                               | 火曜 21:00 - 21:54 | 同時ネット |
| 大分県         | 大分朝日放送（OAB）          | テレビ朝日系列                               | 火曜 21:00 - 21:54 | 同時ネット |
| 鹿児島県       | 鹿児島放送（KKB）            | テレビ朝日系列                               | 火曜 21:00 - 21:54 | 同時ネット |
| 沖縄県         | 琉球朝日放送（QAB）          | テレビ朝日系列                               | 火曜 21:00 - 21:54 | 同時ネット |
| 宮崎県         | テレビ宮崎（UMK）            | フジテレビ系列 日本テレビ系列 テレビ朝日系列 | 月曜 21:00 - 21:54 | 遅れネット |